# Chorizema aciculare
Chorizema aciculare là một loài thực vật có hoa trong họ Đậu. Loài này được (DC.) A.W.Hill miêu tả khoa học đầu tiên.